# 풀럼

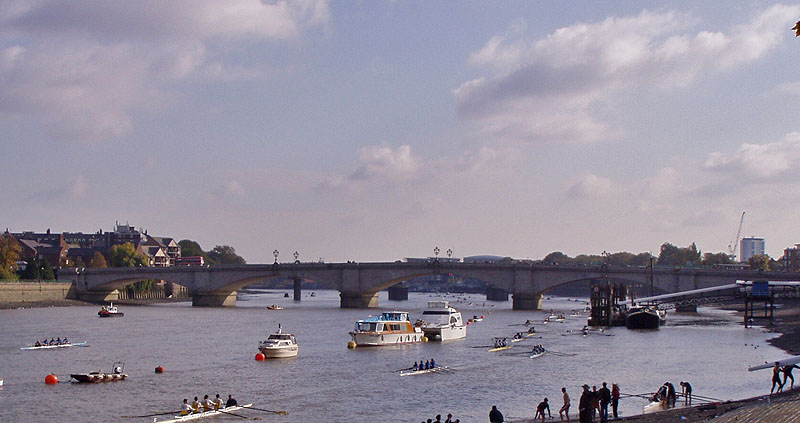
풀럼

풀럼(Fulham)은 영국의 런던 남서부 지역의 지명이다. 해머스미스 풀럼구의 일부이며, 프리미어리그 축구팀인 풀럼 FC와 첼시 FC의 연고지이기도 하다.

## 교통
풀럼은 반즈와 퓨트니에서 강을 건너 테임즈 강을 따라 아늑하게 자리를 잡고 있다. 디스트릭트 선 지선의 윔불던 역 상에 위치하며, 풀럼의 역이름은 퓨트니 브릿지 역, 파슨스 그린, 풀럼 브로드웨이가 있다.

## 같이 보기
- 풀럼 FC
- 첼시 FC